# Sarah Danielle Madison
Sarah Danielle Madison, nata Sarah Danielle Goldberg (Springfield, 6 settembre 1974 – Wisconsin, 27 settembre 2014), è stata un'attrice statunitense.

## Biografia
Sarah Danielle Madison, nome d'arte di Sarah Danielle Goldberg, nasce a Springfield, Illinois nel 1974. Si diploma nel 1992 alla scuola Latina di Chicago, laureandosi poi presso l'Amherst College nel 1996. Quando si trasferisce a ovest per proseguire la sua carriera nella recitazione, riesce a ottenere un ruolo in Jurassic Park III.
Nota per il ruolo ricorrente della dottoressa Sarah Glass, la moglie del Dr. Matt Camden nel dramma familiare Settimo cielo della CW, ottiene anche il ruolo di Heather Labonte nella serie Giudice Amy. Nel 2009 compare in Dr. House - Medical Division, interpretando la moglie di un paziente aspirante suicida nell'episodio "Senza dolore". Dal 2009 al 2011 interpreta Colleen Sarkossian, la madre di Liam, nella serie televisiva 90210 andata in onda su The CW.  Anche se a volte è stata accreditata come Sarah Goldberg, Sarah Danielle Goldberg o Sarah Danielle, l'attrice preferisce utilizzare il suo nome d'arte Sarah Danielle Madison a causa della sua passione per "Madison", la sirena di Splash.
Il 27 settembre 2014, Madison muore nel sonno, all'età di 40 anni, durante un viaggio in camper con la sua famiglia nel sud-est del Wisconsin.

## Filmografia

### Cinema
- Ivansxtc , regia di Bernard Rose (2000)
- Jurassic Park III, regia di Joe Johnston (2001)
- Training Day, regia di Antoine Fuqua (2001)
- Virgins, regia di Glenn Mobley (2001)
- Pig , regia di Henry Barrial (2011)

### Televisione[2]
- Giudice Amy (2002-2004, 17 episodi)
- Settimo cielo (2002-2006, 16 episodi)
- CSI - Scena del crimine (2007, 1 episodio)
- Senza traccia (2007, 1 episodio)
- Dr. House - Medical Division (2009, 1 episodio)
- 90210 (2009-2011, 6 episodi)